# Велюнь (гміна)
Гміна Велюнь (пол. Gmina Wieluń) — місько-сільська гміна у центральній Польщі. Належить до Велюнського повіту Лодзинського воєводства.
Станом на 31 грудня 2011 у гміні проживало 32729 осіб.

## Площа
Згідно з даними за 2007 рік площа гміни становила 131.20 км², у тому числі:
- орні землі: 74.00%
- ліси: 14.00%

Таким чином, площа гміни становить 14.14% площі повіту.

## Населення
Станом на 31 грудня 2011:
| Опис     | Загалом | Загалом | Чоловіки | Чоловіки | Жінки | Жінки |
| -------- | ------- | ------- | -------- | -------- | ----- | ----- |
| одиниця  | осіб    | %       | осіб     | %        | осіб  | %     |
| все      | 32729   | 100     | 15657    | 47.84    | 17072 | 52.16 |
| міське   | 23908   | 100     | 11316    | 47.33    | 12592 | 52.67 |
| сільське | 8821    | 100     | 4341     | 49.21    | 4480  | 50.79 |

## Сусідні гміни
Гміна Велюнь межує з такими гмінами: Біла, Вешхляс, Мокрсько, Острувек, Осьякув, Понтнув, Скомлін, Чарножили.